# Rhizobotrya alpina
Rhizobotrya alpina är en korsblommig växtart som beskrevs av Ignaz Friedrich Tausch. Rhizobotrya alpina ingår i släktet Rhizobotrya och familjen korsblommiga växter. Inga underarter finns listade i Catalogue of Life.